# 陸阜
陸阜（15世紀—15世紀），字景福，南直隸蘇州府吳縣人，明朝政治人物。

## 生平
陸阜是宣德十年（1435年）應天鄉試舉人，正統十三年（1448年）成進士，次年（1449年）獲授監察御史，天順年間外任寧波知府，曾重修蕭皋碶、貝則碶、雲龍碶和樟木碶等水閘，到天順七年（1460年）被按察司副使馮靖彈劾不給軍餉和剋扣木料價，遭發賠廣西南丹衛充軍。
陸阜在任寧波知府時曾找來胡宏占卜，獲言：「逢劉則滯，遇馮則止。」不久府同知劉文顯到任，與他極度不和，多次幾乎打架，次年馮靖就彈劾他，人們都認為胡宏靈驗。

## 引用
1. 1 2  民國《吳縣志·卷十·選舉表二》：舉人 明 吳縣……（宣德十年）乙卯 解元郭綸……陸阜 景福，府學，見進士
2. ↑  民國《吳縣志·卷十二·選舉表四》：進士 明 吳縣……正統十三年戊辰 彭時榜 陸阜 景福，歷官御史、甯波府知府
3. ↑  《明英宗睿皇帝實錄·卷一百七十七》：（正統十四年四月）庚午擢進士王璧、羅俊、張鎣、朱永寧、程昊、李玘、倪敬、謝騫、徐溥、楊宜、吳淳、王常、李本道、沈義、沈琮、戴昂、黃溥、葉普亮、王豪、桂怡、朱瑄、邢宥、楊文琳、陳璘、陸阜、楊斆、余復、黃譽為兩京監察御史。
4. ↑  四庫全書《浙江通志·卷五十六·水利五》：蕭皋碶在縣東南十五里，明天順五年郡守陸阜重修 貝則碶在縣東南三十里手界鄉，宋淳祐間建……明天順六年郡守陸阜重修…… 雲龍碶在縣東南三十里手界鄉，又名荻埭碶……明天順五年郡守陸阜修治，八年郡守張瓚畢工……樟木碶在縣南三十五里鄞塘鄉，明天順五年郡守陸阜修理……
5. ↑  《明英宗睿皇帝實錄·卷三百五十五》：（天順七年閏七月庚午）謫浙江寧波府知府陸阜充軍，初錦衣衛鞫阜擅造大斛多收糧米，積出附餘之數通同吏胥侵盜，賣銀入己，又剋落木料價銀比，事露用銀一千兩與首己者求釋，刑部論罪贖斬為民，上曰：「陸阜貪婪虐民如此，不可以常例處贖罪畢。」發廣西南丹衛充軍。
6. 1 2  道光《寧波府志·卷三十一·藝術》：明 胡宏 鄞人，善易筮，天順間太守陸阜邀至官舍，適阜出，阜子裒為父怒其學不進，懼不敢見，聞宏至亟請筮之，宏曰：「尊君侯未占，公子不可先。」曰：「事亟矣。」曰：「宜隨意出示一物。」裒出一錢，曰：「占家庭口舌，何日可解。」曰：「即日解。」已而阜歸，夫人迎言宏果靈，及裒占故，呼問其詳，遂忘所怒。翌日為阜筮，得豐之明夷。斷曰：「逢劉則滯，遇馮則止。」頃之同知劉文顯至與阜大忤，屢欲攘臂奮擊，明年海道副使馮靖劾阜倉糧不給軍餉，謫戍廣西，其神驗類如此，著筮書曰《黃金尺》。
7. 1 2  《古今圖書集成·博物彙編·藝術典·卷五百六十二·卜筮部名流列傳四》：按《寧波府志》：「（胡）宏善易筮。天順間，太守陸阜邀至官舍，適阜出，阜子裒為父，怒其學不進，懼不敢見，聞宏至，急請筮之，宏曰：「尊君侯未占公子不可先。」曰：「事急矣。」曰：「宜隨意出示一物。」裒出一錢曰：「占家庭口舌，何日可解？」曰：「即日解。」已而阜歸，夫人迎言，宏果靈。及裒占故，呼問其詳，遂忘所怒。翌日為阜筮，得豐之明夷。斷曰：「逢劉則滯，遇馮則止。」頃之，同知劉文顯至，與阜大忤，屢欲攘臂奮擊。明年，海道副史馮靖劾阜倉糧不給軍餉，謫戍廣西。